# لهجة ساحلية
اللهجة الساحلية هي لهجة سورية يستخدمها سكان الساحل السوري (اللاذقية وطرطوس وجبلة السلمية وسهل الغاب والمناطق المجاورة لهم على ساحل البحر المتوسط) وتعتبر خليطاً بين العربية والسريانية والفنيقية.

## مفردات ومصطلحات
فيما يلي بعض الألفاظ بالترتيب الأبجدي تمت ترجمتها إلى معانيها في اللغة العربية الفصحى:
«يرجى مراعاة الترتيب الأبجدي في حال تعديل أو إضافة أية مصطلحات جديدة منعاً للتكرار واللخبطة!»
- آبول = موافق من كلمة قابل
- أبصر أبصر = أنظر انظر
- أبع = اهرب
- اتلسّع = اتناول الطعام
- إسّا = ليس بعد
- استحكيه = تكلم معه
- إشّو = ماذا؟
- إشّو موشو (بالحلبية: إش في ما في) = ما الجديد؟
- انقلع = أغرب عن وجهي
- انعفطوا = انكمشوا = ألقي القبض عليهم
- إي إي = نعم نعم
- أيلي = يا إيل!
- اينجنور = مهندس
- احوش = أعانق
- بحّتو = ضربه ضربا مبرحا
- برغاليا = بلغاريا
- برطيل = رشوة
- بريديت باردو = بريجيت باردو
- بزّاقة = من الحشرات الزاحفة
- بعل = زوج
- بعّئ = اصرخ
- بلعط = تحرك بسرعة
- بنشر = جنّط
- بيّي = أبي
- تاسومة = صرماية = حذاء (آرامية - كنعانية)
- تخّر = أفسح الطريق
- تخريجة = درخوشة = ثغرة
- ترخّ عليه = تثقل عليه
- تضرب بنيعك = عليك اللعنة
- جعاري = عالي الصوت
- جفت = بندقية صيد
- جلجوق = لاقيمة له
- جلموق = انتهازي
- حرمباية = الحرباء من أنواع الزواحف.
- حلّ عنّو = دعك منه
- حليئ = إذهب من وجهي
- خيّي = أخي
- دجن = الخبز ومشتقات القمح
- درمل = إذهب بسرعة
- دشّر = دع
- دلدوء = منافق أو من لا قيمة له
- دينتي = أذني
- سجرة = شجرة
- سدّو لباجوقك = سدّلي نيعك = سدّ بوزك = أغلق فمك (عن الكلام) ويقال بأسلوب إهانة
- سطيل (بالشامية: مسطول) = مخمور أو فاقد الوعي
- سلاقي = من أنواع الكلاب والفصيح هو سلوقي
- سوركة = اللبن ومشتقاته
- شبك؟ = ماذا بك؟
- ششمة = مرحاض
- شحّاري = شحميطي = شحّاراسي = يا للمصيبة
- شلّيت الشيء = أي حملته (مثلا يقال: شلّيت الحقيبة = أي حملتها)
- شو بايتو = شو كارو= ما نفعه
- صبحيّة = صباح
- طيك العوفة = يعطيك العافية
- ظميان = عطشان
- عزرط = لا يقدّم ولا يؤخّر وهي من الكلمة العربية الفصيحة عضروط أي التافه
- عيٌن = انظر (وهي الكلمة الأكثر شيوعاً في المنطقة)
- غلونجي = أسعاره مرتفعة
- فا = فهنه = يوجد
- فدّان = ثور
- فرخ افوكاتو = محامي مبتدئ
- فوّامات سواجير = فلاتر السجائر
- قبّع ركيد = أسرع بالركض
- قدّوم = مطرقة
- قرد = يا قوي (من اللغة الفنيقية)
- قردولو = اخرس، وتقال بأسلوب تخويفي (من التركمانية «قورتولوش»: اهرب)
- قضّوضة = سندويشة = شطيرة
- قظما = فأس
- قلاشين = جوارب (المفرد قلشين)
- كب = اترك (مثلا: يقال: كب الناس في حالهم = أي اتركهم)
- كبينة = مرحاض
- كحيان = ما معه فلوس، لا يملك مالا
- كرفتّا = كرافة
- كزدانة = باقية
- كعرو = قلّعو = طرده شر طردة
- كلاكيش = أغراض متفرقة
- لاطي = مترقب بحذر
- لبود = انتظر بهدوء
- ضحكتو لقراميش دينية = ابتسامة عريضة
- طأمش = البس الطّقم
- طفران = ليس لديه مال
- ماعن طيبي = عن غير قصد مني
- ماحود = شي ما
- مجعوز = مزعوج = منزعج أو متضايق
- مدير الريجي = مدير مؤسسة التبغ
- مشبوح شبح = ملحوش لحش = ملقى بإهمال
- مصرات = مصاري = نقود
- مطبقية = صندوق لحفظ الطعام
- ميتور = دراجة نارية
- ناجس = بشكل نهائي
- نسفئون = نطرقن = نتناولهم (للأطعمة والمأكولات)
- هبّور = شرشوح
- هرّدبشت = صاحب الهندام غير النظيف وغير المرتب
- هفاه هفي = هفهنه هفي = أزاله تماماً
- همترة = صراخ
- وا = أداة نداء بمعنى (يا)
- واح = واحد
- وَرُّو = رماه بعيداً
- ولا = أيّها (أداة لنداء غير المحترمين)
- يا حيفات = وا أسفاه
- يانك = وينك = أين أنت؟
- يبريني عن ديني = قسم بمعنى:«أكون خارجا من ديني إذا حصل كذا وكذا» وهو قسم خطير ومذموم.
- يبلفوهم = يحتالون عليهم
- يحمّك = دعاء بمعنى فلتصب بالحمى
- يعركس = يعرقل
- يكحشوهن = يطردوهم
- ينبّز = يظهر
- قرود الأرض = مجنون أو رزيل
- هريسة = بربارة = عيد يقام فيه طبخ الدجاج مع القمح ويسمى عيد البربارة وهو يقام في قرى محافظة محافظة طرطوس أكثر من غيرها من القرى
- قحّط = انقلع = اذهب من هنا / وتستخدم للإهانة
- دْوْرْىِ = عصفور
- زكي = ذكي
- خواجا = زعيم قريته أو سيد زمانه
- زاروب = انبوب في حائط المنزل يتم بواسطته إخراج الماء الناتج عن تنظيف البيت
- قرصو = عضّه أو قام بلسعه (يقصد بها الحشرات) مثال: قرصتو دبانة
- دبانة = ذبابة
- دبابات = حشرات لاسعة في الأرض الزراعية وتستخدم بكثرة في ريف محافظة اللاذقية